# Les Cabres Encantades
Les Cabres Encantades és un paratge del terme municipal de Monistrol de Calders, al Moianès.
Està situat a l'extrem meridional de la Urbanització Masia del Solà, just en el moment que el torrent de l'Om rep per l'esquerra el torrent de la Cucalera i gira cap al nord.
Es tracta d'una curiosa formació de roques entre les quals discorre l'aigua del torrent quan plou, que la brama popular ha atribuït a un ramat de cabres que va quedar petrificat per alguna maledicció ancestral.